# Giuseppe Placidi
Giuseppe Placidi (L'Aquila, 26 gennaio 1948) è un politico italiano.

## Biografia
Nato nel 1948, militò politicamente nelle file della Democrazia Cristiana e fu a lungo consigliere comunale per il suo partito all'Aquila. Ricoprì inoltre per due volte la carica di assessore nelle giunte presiedute da Enzo Lombardi, dal 1988 al 1990 e dal 1990 al 1992. Nel febbraio 1993 venne eletto sindaco dell'Aquila, ultimo sindaco democristiano della città.
Il 18 agosto 1993 fu arrestato in municipio con l'accusa di concorso in falso ideologico e abuso d'ufficio e messo agli arresti domiciliari, su ordine del gip del tribunale dell'Aquila Romolo Como. Questo fatto portò alla prematura caduta del suo esecutivo e il suo mandato si concluse il 25 ottobre dello stesso anno con il commissariamento del comune. Interrotta bruscamente la carriera politica, venne assolto dopo un processo durato dieci anni.
Ritornò brevemente a fare politica come consigliere della Provincia dell'Aquila per una lista civica dal 2004 al 2010.
Dal 5 febbraio 2021 è presidente regionale dell'Acli Abruzzo.

## Opere
- Quella notte che durò una settimana. Il diario di un complicato momento di vita aquilana del 1993 (Teaternum, 2021)